# 2025 DB51
2025 DB51 est un centaures, transneptunien de magnitude absolue 10,34 découvert en 2025, mais retrouvé sur de données de 2021, son diamètre est estimé à 48 km.